# Le Grand Cirque mystique
Pour plus de détails, voir Fiche technique et Distribution.
Le Grand Cirque mystique (O Grande Circo Místico) est un film brésilien réalisé par Carlos Diegues, sorti en 2018.
Il est présenté hors compétition au Festival de Cannes 2018.

## Fiche technique
- Titre original : O Grande Circo Místico
- Titre français : Le Grand Cirque mystique
- Réalisation : Carlos Diegues
- Scénario : Carlos Diegues et George Moura d'après le poème de Jorge de Lima
- Costumes : Kika Lopes
- Photographie : Gustavo Hadba
- Montage : Daniel Garcia et Mair Tavares
- Musique : Chico Buarque et Edu Lobo
- Pays d'origine : Brésil
- Format : Couleurs - 35 mm
- Genre : drame
- Durée : 105 minutes
- Dates de sortie (Dates sujettes à modification) :
  -  France : mai 2018 (Festival de Cannes 2018)
  -  France : 22 août 2018 (sortie nationale)
  -  Brésil : 15 novembre 2018

## Distribution
- Jesuíta Barbosa : Celavi
- Bruna Linzmeyer : Beatriz
- Rafael Lozano : Fred
- Catherine Mouchet : Imperatriz
- Antônio Fagundes : docteur Frederico
- Vincent Cassel : Jean-Paul
- Marina Provenzzano : Charlotte
- Juliano Cazarré : Oto
- Flora Diegues : Clara
- Luiza Mariani : Lily Braun
- Mariana Ximenes : Margarete
- Dawid Ogrodnik : Ludwig
- Albano Jerónimo : le lion Tamer

## Production

### Musique
La musique de Chico Buarque et Edu Lobo a été composée originellement en 1983 pour le spectacle O Grande Circo Místico du dramaturge Naum Alves de Sousa.